# Henrik Jansson (författare)

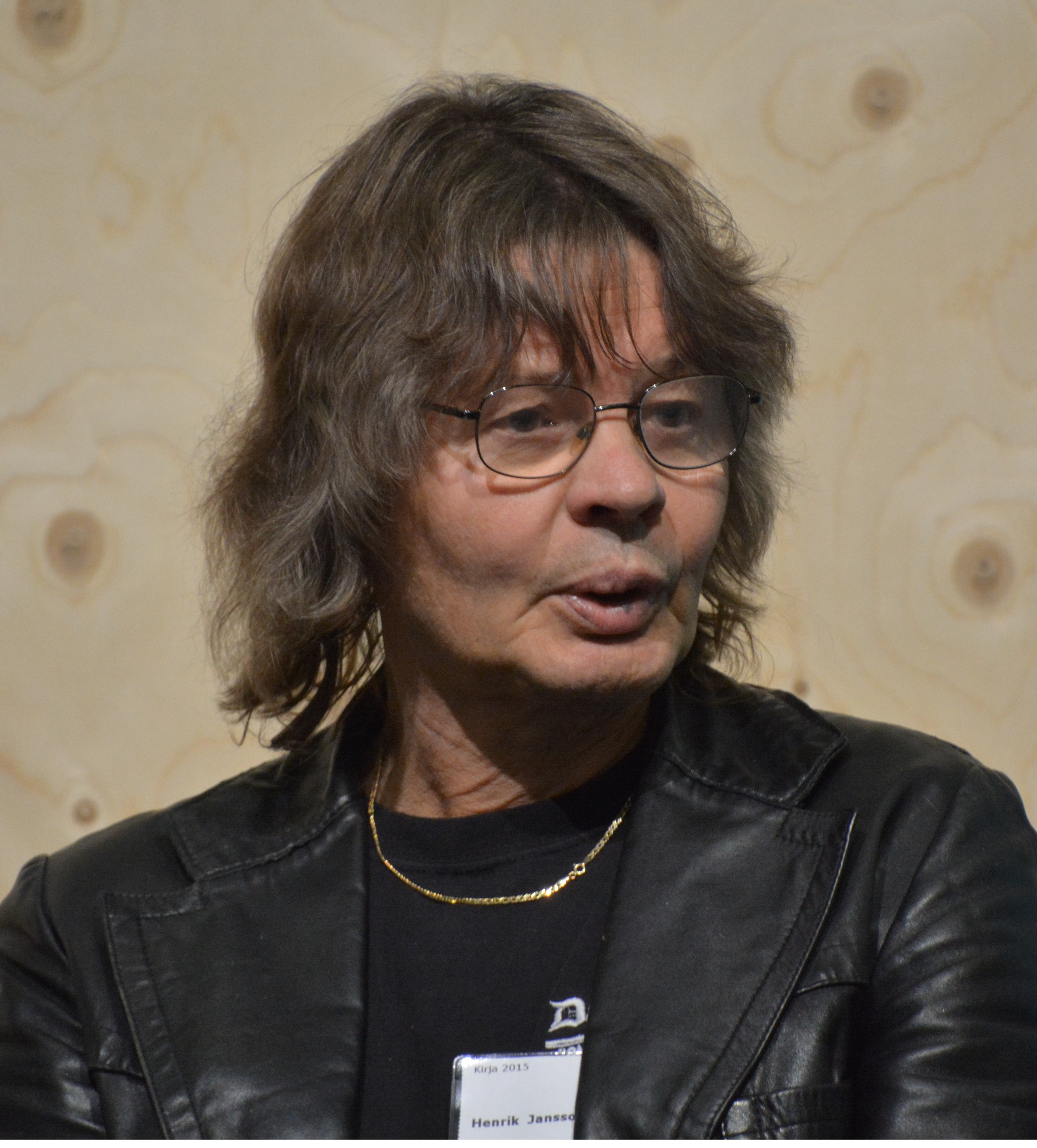
Henrik Jansson på Helsingfors bokmässa 2015

Jan Anders Henrik Jansson, född 20 mars 1955 i Jakobstad, är en finländsk svenskspråkig författare.
Jansson, som är son till skolmannen Paul Jansson, debuterade 1981 med novellsamlingen Lit de parade. Jansson är bosatt i Åbo och, utöver författarskapet, verksam som litterär handledare och kulturskribent. Två av hans romaner (Godnatt treans spårvagn och Protokollsutdrag från subversiva möten) har översatts till finska.
Han doktorerade i litteraturvetenskap på Åbo akademi 1987 med avhandlingen Per Olov Enquist och det inställda upproret: ett författarskap i relation till svensk debatt 1961–1986.